# Cephaloziella aterrima
Cephaloziella aterrima là một loài rêu trong họ Cephaloziellaceae. Loài này được Stephani E.A. Hodgs. mô tả khoa học đầu tiên năm 1972.